# Jošiaki Sato
Jošiaki Sato (japonsko 佐藤 慶明), japonski nogometaš, * 19. junij 1969.
Za japonsko reprezentanco je odigral eno uradno tekmo.